# O Amigo Americano
Der amerikanische Freund (bra/prt: O Amigo Americano)é um filme franco-alemão de 1977, dos gêneros drama e suspense, dirigido e escrito por Wim Wenders, baseado no romance Ripley's Game, de Patricia Highsmith.

## Elenco

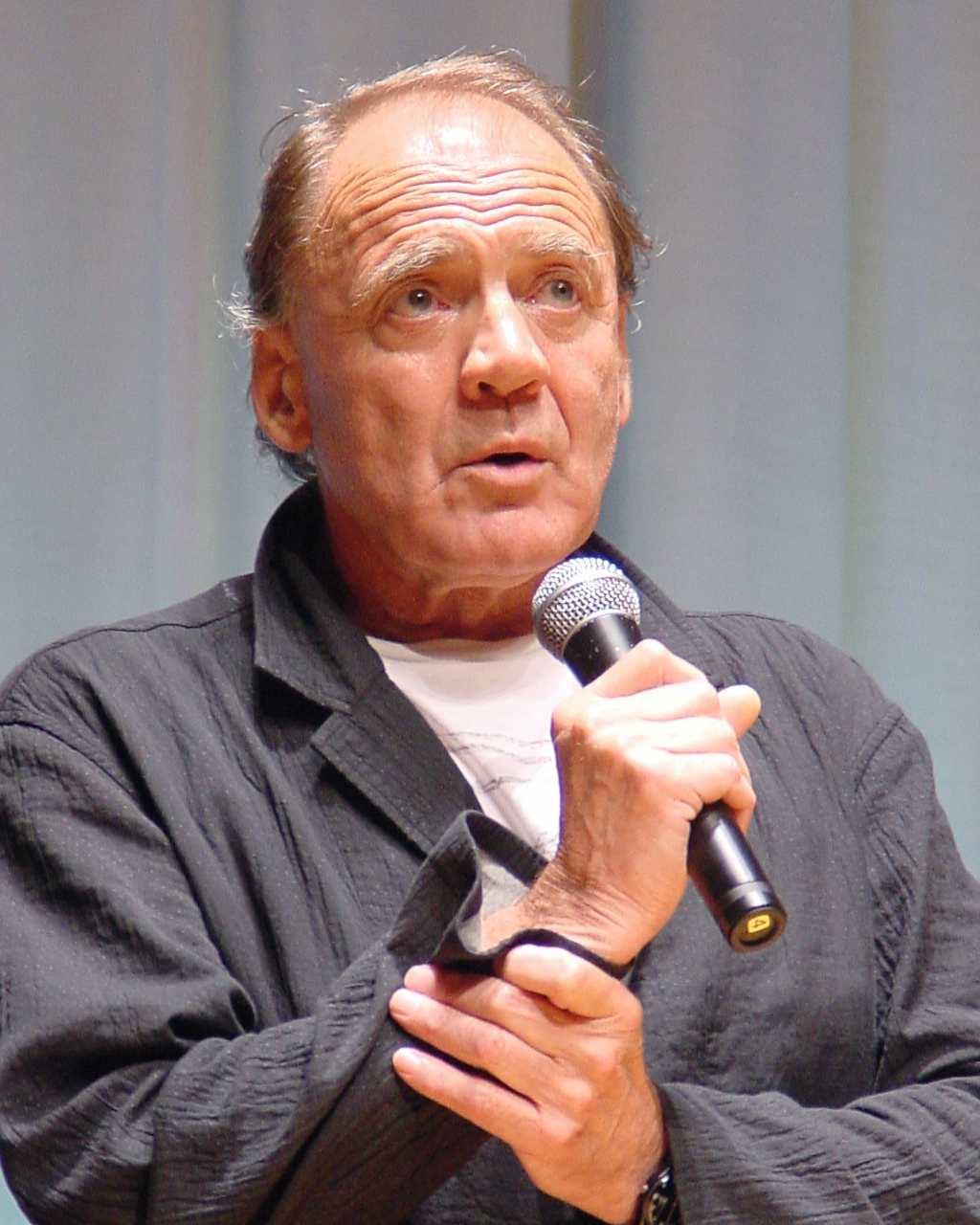
Bruno Ganz interpretou Jonathan Zimmermman

| Ator          | Personagem          |
| ------------- | ------------------- |
| Dennis Hopper | Tom Ripley          |
| Bruno Ganz    | Jonathan Zimmermann |
| Lisa Kreuzer  | Marianne Zimmermann |
| Gérard Blain  | Raoul Minot         |
| Nicholas Ray  | Derwatt             |
| Samuel Fuller | mafioso americano   |
| David Blue    | Allan Winter        |

## Sinopse
Jonathan mora em Hamburgo e trabalha como restaurador de quadros. Casado e com um filho pequeno, ele vive angustiado por sofrer de uma doença grave no sangue (Leucemia). Ao acompanhar um cliente num leilão, percebe que um quadro ofertado é, na verdade, uma falsificação. O criminoso Tom Ripley, que encomendou o quadro, o ouve falar disso e quer saber mais sobre Jonathan. Fica sabendo que ele sofre dessa doença grave, e com isso envolve Jonathan nos planos de assassinatos elaborados pelo comparsa Minot, que oferece dinheiro pelos crimes. Jonathan é convencido de que está prestes a morrer e que deve deixar dinheiro para a família, e com isso aceita realizar os assassinatos, cujos alvos são mafiosos perigosos.[carece de fontes?]